# ボラティリティ指数
ボラティリティ指数（ぼらてぃりてぃしすう、英: volatility index）は、特定の金融市場においてオプション価格から算出されたボラティリティ（インプライド・ボラティリティ）を数値化したものである。

## 主なボラティリティ指数
- VIX指数（CBOEボラティリティ指数）
- 日経平均ボラティリティー・インデックス（日経平均VI）
- VXJ (Volatility Index Japan) - 日経225オプション価格から算出する。大阪大学数理・データ科学教育研究センター (MMDS) が開発、公表している。
- VXN - ナスダック100指数
- VSTOXX - ユーロ・ストックス50指数
- vFTSE - FTSE100種総合株価指数
- VDAX - ドイツ株価指数 (DAX30)
- CAC 40ボラティリティ指数 - CAC 40
- VKOSPI - 韓国総合株価指数 (KOSPI 200)